# خیراوات
خیرآباد (به لاتین kheirobod) یک منطقهٔ مسکونی در تاجیکستان است که در ولایت سغد واقع شده‌است.